# Copelatus neogestroi
Copelatus neogestroi är en skalbaggsart som beskrevs av Balke in Shaverdo, Monaghan, Lees, Ranaivosolo och Michael Balke 2008. Copelatus neogestroi ingår i släktet Copelatus och familjen dykare. Inga underarter finns listade i Catalogue of Life.